# Boerhavia acutifolia
Boerhavia acutifolia är en underblomsväxtart som först beskrevs av Jacques Denys Denis Choisy, och fick sitt nu gällande namn av John William Moore. Boerhavia acutifolia ingår i släktet Boerhavia och familjen underblomsväxter. Inga underarter finns listade i Catalogue of Life.

## Bildgalleri

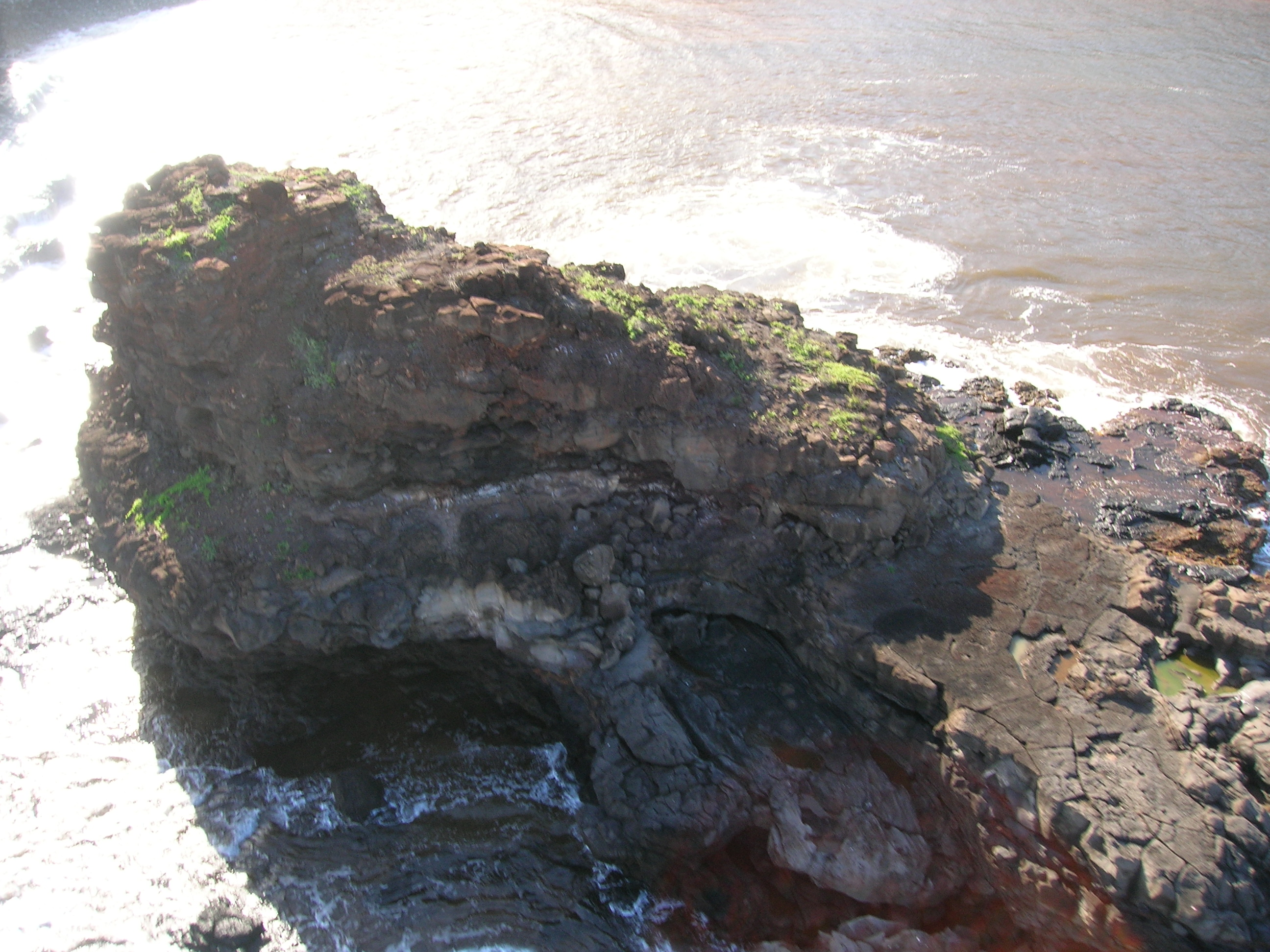
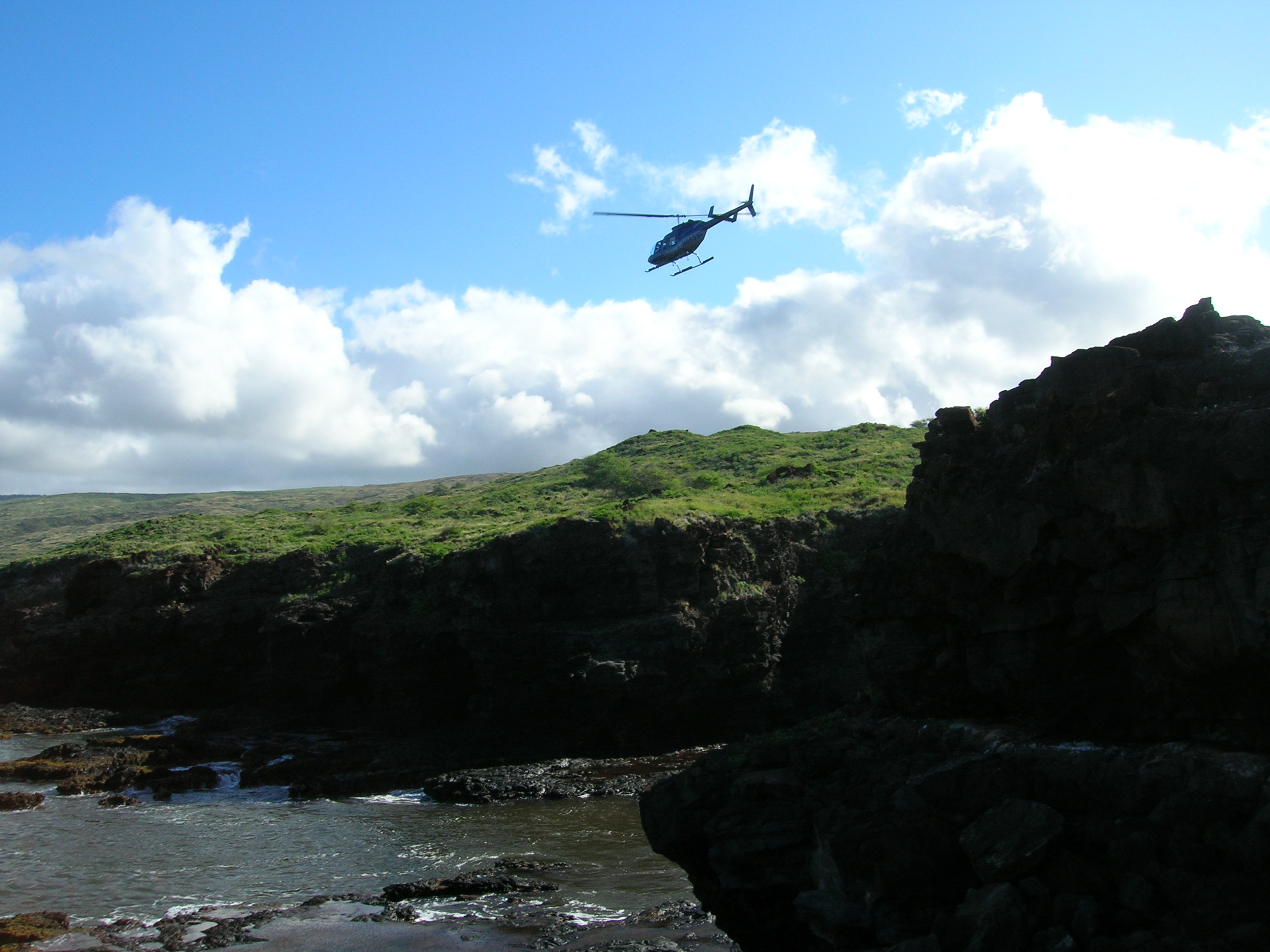
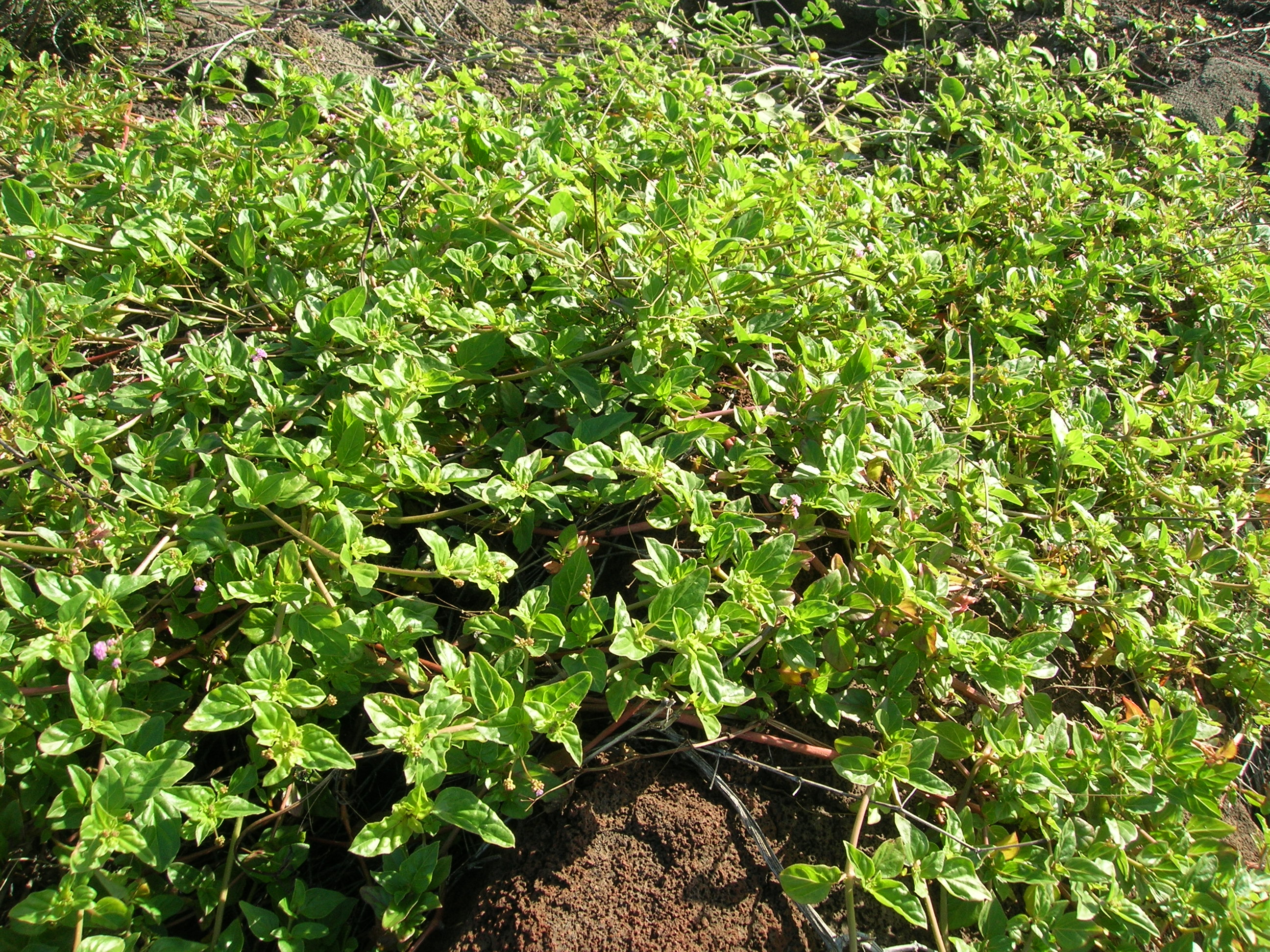
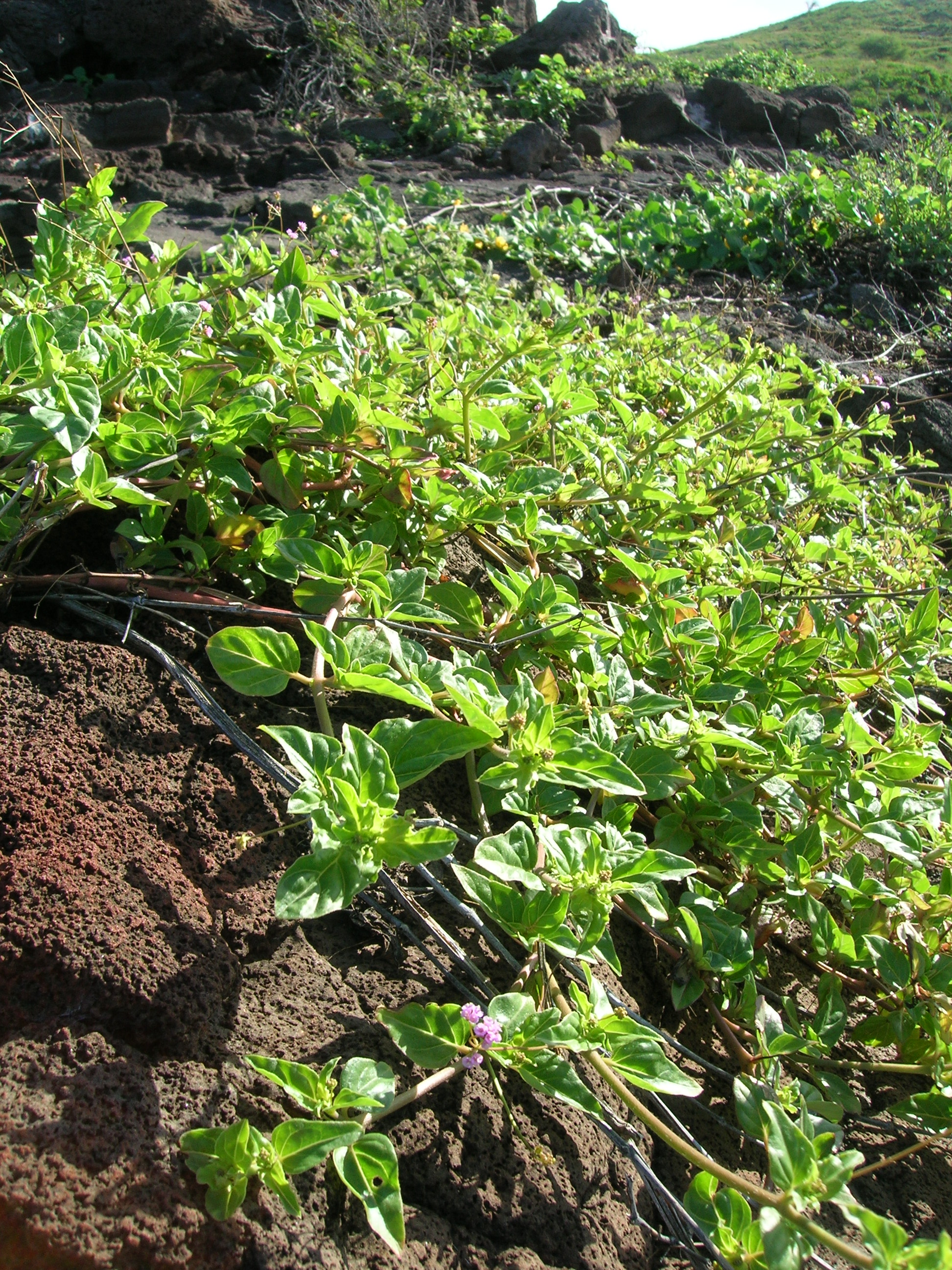
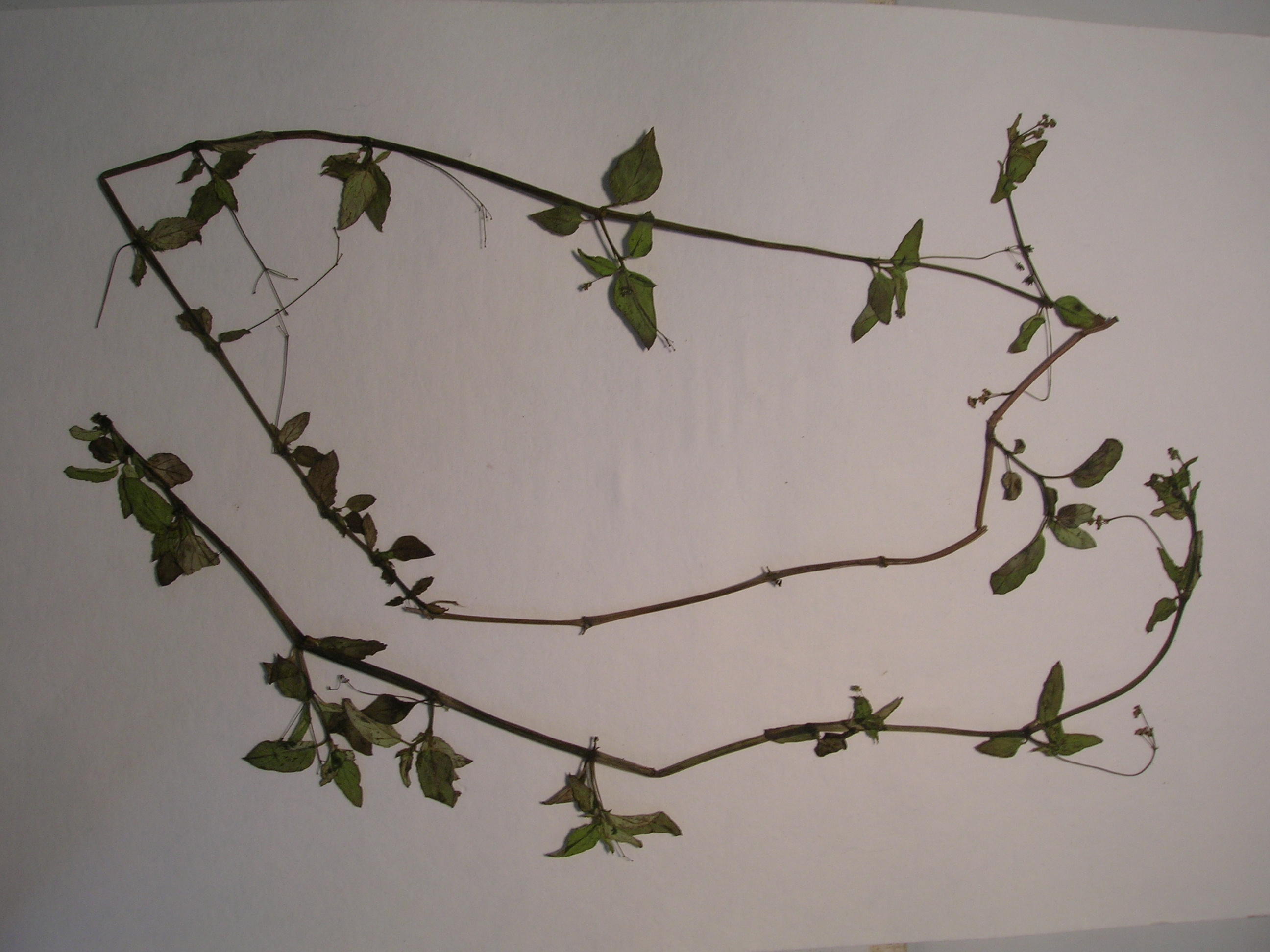
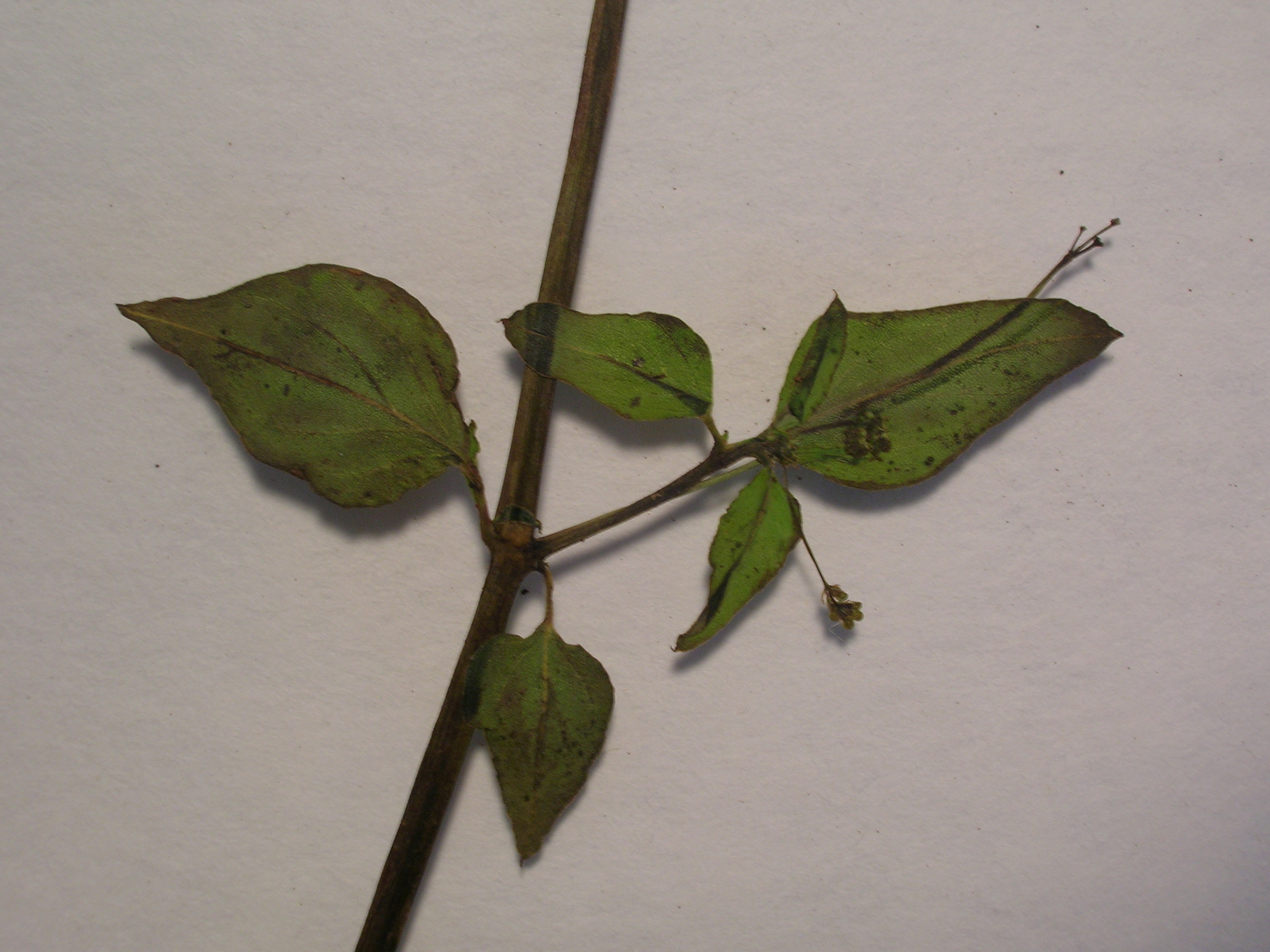